# داده آزاد

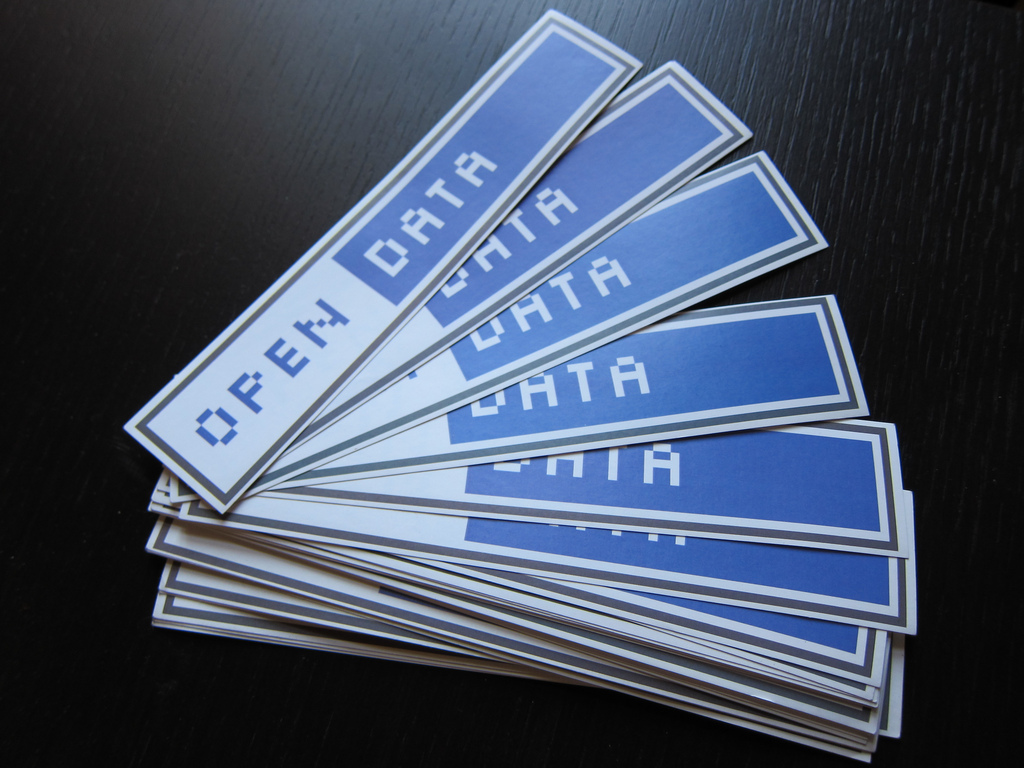
داده باز (انگلیسی: Open data) یا داده‌های باز، ایده دسترسی آزاد عموم مردم

داده آزاد (انگلیسی: Open data) یا داده باز یا داده‌های باز، ایده دسترسی آزاد عموم مردم به مجموعه‌ای از داده‌ها، با هدف استفاده آزاد و بازنشر اطلاعات، بدون محدودیت‌های حق تکثیر، ثبت اختراع و سایر مکانیزم‌های کنترل می‌باشد. داده‌های باز توسط جنبشی تحت عنوان جنبش داده آزاد دنبال می‌شود که همچون جنبش‌هایی نظیر جنبش نرم‌افزار آزاد و متن‌باز، سخت‌افزار آزاد، محتوای آزاد، آموزش آزاد، منابع آموزشی آزاد، دولت آزاد، دانش آزاد، به دنبال دسترسی آزاد و دانش آزاد است.
اولین شنبه ماه مارس به عنوان «روز داده آزاد» نام‌گذاری شده و گروه‌های مختلفی در این روز به اطلاع‌رسانی عمومی درباره این موضوع می‌پردازند.

## نمای کلی
مفهوم دادهٔ باز، مفهوم جدیدی نیست اما تعریف رسمی برای آن نسبتا جدید است. دادهٔ باز یه عنوان یک پدیده به این نکته اشاره می‌کند که داده‌های دولتی بایستی در دسترس همگان باشند به نحوی که امکان بازنشر آن‌ها به هر شکلی با مانع حق‌نشر مواجه نشود. تعریف دیگری توسط مرکز تعریف باز (Open Definition) ارائه شده است که به اختصار این‌گونه است: «یک داده، باز است اگر هر کسی بتواند آزادانه آن را استفاده، بازاستفاده و توزیع کند طوری که نهایتا نیازمند ارجاع و/یا انتشار مشابه باشد.» تعاریف دیگر از جمله تعریفی که مؤسسهٔ داده‌باز ارائه کرده است، یک نسخهٔ کوتاه ارائه می‌کنند که به نوعی به تعریف رسمی ارجاع دارند؛ مثلا «دادهٔ باز به داده‌ای گفته می‌شود که هر کس بتواند به آن دسترسی داشته، و آن را استفاده و هم‌رسانی کند» دادهٔ باز می‌تواند شامل محتوایی غیر از متن مانند نقشه، ژنوم، کانکتوم، ترکیب شیمیایی، فرمول‌های ریاضیاتی و علمی، داده‌های پزشکی و... باشد.

## سیاست و راهبردها
در یک سطح کوچک، سیاست‌ها و راهبردهای یک سازمان تجاری یا تحقیقاتی نسبت به داده‌های باز، متفاوت و گاهی بسیار متفاوت خواهد بود. یکی از راهبردهای رایج به کار گرفته شده، استفاده از داده‌های اشتراکی است. دادهٔ اشتراکی یک سکوی نرم‌افزاری و سخت‌افزاری هم‌کنش‌پذیر است که داده‌ها، زیرساخت داده‌ها و برنامه‌های تولید و مدیریت داده را تجمیع (یا گردآوری) می‌کند تا به جامعه‌ای از کاربران اجازه دهد تا داده‌های خود را در هر دو بازه زمانی کوتاه و بلند مدت مدیریت، تجزیه و تحلیل و با دیگران به اشتراک بگذارند. در حالت ایده آل، این زیرساختار سایبریِ هم‌کنش‌پذیر بایستی به اندازه کافی قوی باشد که بتواند در عین حالی که هنوز توسط مدل‌های داده‌ای مشترک و ابزارهای فضای کاری که تحلیل داده‌های مستحکم را ممکن و پشتیبانی می‌کند هدایت می‌شود، به «تسهیل انتقال بین مراحل در چرخه حیات یک مجموعه" از منابع داده و اطلاعات بپردازد. سیاست‌ها و راهبردهای زیربنایی دادهٔ اشتراکی به طور ایده آل شامل ذینفعان متعددی از جمله ارائه‌دهنده خدمات اشتراک داده، مشارکت‌کنندگان داده، و کاربران داده خواهد بود.
گراسمن شش ملاحظهٔ عمده را برای راهبردهای داده‌های اشتراکی بر می‌شمرد که استفاده از دادهٔ باز در کسب و کارها و سازمان‌های تحقیقاتی را ممکن می‌سازند. چنین راهبردی بایستی نیازهای زیر را پاسخ دهد:
- شناسه‌های دیجیتال پایدار و دائمی که کنترل دسترسی به مجموعهٔ داده را ممکن سازد؛
- فراداده‌های قابل تشخیص و دائمی مرتبط با هر شناسهٔ دیجیتال؛
- دسترسی مبتنی بر واسط برنامه‌نویسی کاربردی (API) که به یک خدمت احراز هویت و اعتبارسنجی متصل باشد؛
- قابل انتقال بودن داده‌ها؛
- داده های «همتا به همتا»، بدون هزینه‌های ورودی، خروجی و دسترسی؛
- و رویکردی جیره‌بندی شده به داده‌های محاسباتی کاربران نسبت به داده‌های اشتراکی.

فراتر از کسب و کارهای انفرادی و مراکز تحقیقاتی و در سطح کلان‌تر، کشورهایی مانند آلمان استراتژی‌های دادهٔ باز رسمی خود را در سراسر کشور راه اندازی کرده‌اند که جزئیات چگونگی توسعه، استفاده و نگهداری دادهٔ اشتراکی و سامانه‌های مدیریت داده را برای منافع عمومی بیشتر شرح می‌دهد.